# Valle de Zaragoza
Valle de Zaragoza es una población del centro-sur del estado de Chihuahua; en el norte de México, que es cabecera del municipio del mismo nombre.

## Historia
Tras la conquista española del territorio del hoy estado de Chihuahua, los terrenos que forman hoy en el centro y norte del territorio municipal constituyeron parte del mayorazgo de Valerio Cortés del Rey, que fue uno de los primeros latifundios de esta región; su cabecera, fue la hoy población de Valerio y fue formalmente constituido el 1 de abril de 1679. El 9 de agosto de 1823 el Congreso de la Unión decretó la supresión del mayorazgo.
La población que hoy es Valle de Zaragoza fue fundada el 10 de diciembre de 1780 en los terrenos de dicho mayorazgo por el capitán Juan Gutiérrez de la Cueva —quien también refundó la población que hoy es Aldama, Chihuahua— con el nombre de Nuestra Señora del Pilar de Conchos en la margen derecha del río Conchos y en terrenos que el mayorazo cedió de manera gratuita. El capitán Gutiérrez de la Cueva estableció en la población una guarnición militar cuyo principal fin era desalentar las posibles sublevaciones indígenas.
La población simplificó su nombre a Pilar de Conchos hasta que el 28 de abril de 1864 un decreto del Congreso de Chihuahua le dio el nombre de Valle de Zaragoza en honor del general vencedor de ejército francés en la Batalla de Puebla.

## Localización y demografía
Valle de Zaragoza está situado en el centro-sur del estado de Chihuahua, en la margen derecha del río Conchos y en las coordenadas geográficas 27°27′25″N 105°48′39″O / 27.45694, -105.81083; su altitud es de 1 336 metros sobre el nivel del mar. Su principal vía de comunicación es la Carretera Federal 24 que circula junto a la población y la une hacia el norte de la ciudad de Chihuahua y al sur con Hidalgo del Parral.
De acuerdo con el Censo de Población y Vivienda realizado por el Instituto Nacional de Estadística y Geografía en 2010, la población total de Valle de Zaragoza es de 2 223 personas, que son 1 125 mujeres y 1 098 son hombres.